# Eboli
Eboli község (comune) Olaszország Campania régiójában, Salerno megyében.

## Fekvése
A Sele folyó síkságán fekszik. Határai: Albanella, Battipaglia, Campagna, Capaccio, Olevano sul Tusciano és Serre.

## Története
Már a neolitikumban lakott vidék volt, ennek bizonyítéka egy korabeli múmia, amelyet a községhez tartozó Corno d’Oro településen fedeztek fel. Ebolit görög telepesek alapították Efiura néven, amely Korinthosz ősi megnevezése is egyben. A legendák szerint Ebalósz, Szebetidész nimfa és Télon, ciprusi király fia alapította (erről Vergilius is említést tett az Aeneis című eposzában). A rómaiak uralma alatt előbb Eburae, majd Eburum név alatt ismerték, a városnak municípiumi rangja volt, lakosai pedig cives romani-ként saját városvezetéssel rendelkeztek. A középkorban feudális birtok volt. Az olaszországi fasizmus idején a környező mocsarakat lecsapolták, így jelentősen megnőtt a mezőgazdaságilag művelhető területek aránya. 1980-ban a hirpiniai földrengés súlyosan megrongálta a város épületeit, hiszen epicentruma mintegy 10 km távolságra volt a várostól. Az várost az 1990-es évek közepére sikerült helyreállítani.

### Magyar vonatkozások
Második nápolyi hadjárata alatt, 1350 nyarán I. Lajos magyar király seregével Nápoly felé haladva érintette Eboli városát. A király itt akart megszállni, de Salerno városából követek érkeztek hozzá, hogy ha akarja, akkor könnyűszerrel elfoglalhatja a várost, mivel I. Johanna nápolyi királynő csak minimálisan gondoskodott a védelméről. Így Lajos Eboliból Salerno alá vonult.

## Népessége
A népesség számának alakulása:

## Főbb látnivalói
- San Francesco kolostoegyüttes (1286)
- San Pietro alli Marmi-templom (1076)
- SS. Cosma e Damiano-templom (1771)
- Sant’Antonio Abate-kolostor (14. század)
- San Biagio-templom (14. század)
- Santa Maria della Pietà-templom (12. század)
- San Nicola de Schola Graeca-templom (12. század)
- Castello Colonna (11. század)
- Palazzo Martucci (15. század)
- Palazzo de Consulibus (16. század)
- Palazzo Paladino La Francesca (15. század)
- Palazzo Romano Cesareo (12. század)
- Palazzo Campagna (16. század)
- Palazzo Romano (19. század)
- Palazzo Novella (15. század)
- Palazzo Corcione (15. század)